# Nixonton
Nixonton es un área no incorporada ubicada del condado de Pasquotank en el estado estadounidense de Carolina del Norte. Nixonton fue una vez un municipio, después de haber sido incorporada en 1758.